# هاريس لوين
هاريس لوين (بالإنجليزية: Harris Lewin)‏ عالم أحياء أمريكي، وهو أستاذ في علم التطور والبيئة ورئيس روبرت وروزابل أوزبورن في جامعة كاليفورنيا، ديفيس. وهو عضو في الأكاديمية الوطنية للعلوم. في عام 2011، فاز لوين بجائزة وولف في الزراعة لأبحاثه في جينوم الماشية. يرأس لوين مجموعة العمل الخاصة بمشروع Earth BioGenome، وهو مشروع لعلم الأحياء يهدف إلى تسلسل وتصنيف وتوصيف الجينومات الخاصة بكل التنوع البيولوجي حقيقي النواة على الأرض على مدى 10 سنوات.